# Coppa Máster 2017
La Coppa Máster 2017 si è svolta dall'11 al 12 ottobre 2017: al torneo hanno partecipato quattro squadre di club argentine e la vittoria finale è andata per la sesta volta, la seconda consecutiva, all'UPCN.

## Regolamento
Le squadre hanno disputato semifinali, finale per il terzo posto e finale, accoppiate col metodo della serpentina.

## Squadre partecipanti
| Squadra          | Qualificazione                                     | Ultima partecipazione |
| ---------------- | -------------------------------------------------- | --------------------- |
| Bolívar          | Vincitrice Liga Argentina de Voleibol 2016-17      | Coppa Máster 2016     |
| Lomas            | Vincitrice Coppa ACLAV 2016                        | Coppa Máster 2016     |
| Obras Sanitarias | Vincitrice Coppa Argentina 2017/Coppa Desafío 2017 | Debutto               |
| UPCN             | 2ª in Liga Argentina de Voleibol 2016-17           | Coppa Máster 2016     |

## Torneo
|  | Semifinali       | Semifinali       | Semifinali |      |       | Finale | Finale | Finale |  |
|  |                  |                  |            |      |       |        |        |        |  |
|  | Lomas            | Lomas            | 3          |      |       |        |        |        |  |
|  | Lomas            | Lomas            | 3          |      |       |        |        |        |  |
|  | Obras Sanitarias | Obras Sanitarias | 0          |      |       |        |        |        |  |
|  | Obras Sanitarias | Obras Sanitarias | 0          |      | Lomas | Lomas  | 0      |        |  |
|  |                  |                  |            |      | Lomas | Lomas  | 0      |        |  |
|  |                  |                  | UPCN       | UPCN | 3     |        |        |        |  |
|  | UPCN             | UPCN             | UPCN       | UPCN | 3     | 3      |        |        |  |
|  | UPCN             | UPCN             |            |      |       |        |        |        |  |
|  | Bolívar          | Bolívar          | 0          |      |       |        |        |        |  |

### Semifinali
| 11 ottobre 2017 Estadio República de Venezuela, San Carlos de Bolívar Durata: 1h:12 - Spettatori: ? | Lomas   | 3 - 0 | Obras Sanitarias | 25-16, 25-23, 25-20 |
| 11 ottobre 2017 Estadio República de Venezuela, San Carlos de Bolívar Durata: 1h:19 - Spettatori: ? | Bolívar | 0 - 3 | UPCN             | 20-25, 19-25, 23-25 |

### Finale
| 12 ottobre 2017 Estadio República de Venezuela, San Carlos de Bolívar Durata: 1h:27 - Spettatori: ? | Lomas | 0 - 3 | UPCN | 20-25, 18-25, 16-25 |